# محمد علي خان (لاعب كرة قدم)
محمد علي خان (بالسويدية: Mak Lind)‏ (و. 1988  م) هو لاعب كرة قدم، من السويد، ولد في بيروت، يلعب كمُدَافِع.

## روابط خارجية
- محمد علي خان على موقع الاتحاد الأوربي (الإنجليزية)
- محمد علي خان على موقع اتحاد السويد (السويدية)
- محمد علي خان على موقع قاعدة بيانات كرة القدم.إي يو (الإنجليزية)
- محمد علي خان على موقع ناشيونال فوتبول تيمز (الإنجليزية)
- محمد علي خان على موقع Soccerway.com (الإنجليزية)
- محمد علي خان على موقع عالم كرة القدم.نت (الإنجليزية)